# Iàmblic de Babilònia
Iàmblic de Babilònia (grec antic: Ἰάμβλιχος, llatí: Iamblichus) (segle ii) fou un escriptor sirià que va viure en temps de l'emperador Trajà.
Educat a Babilònia, no va aprendre grec fins que va ser gran. Després d'haver viscut diversos anys a Babilònia el van fer presoner i el van vendre com a esclau a un sirià que el va alliberar; després va aprendre grec d'una manera tan correcta que fins i tot es va distingir com a retòric.
Iàmblic va ser l'autor d'una història d'amor que, si no era la més antiga, probablement va ser una de les primeres novel·les en llengua grega. Portava el títol de grec antic: Βαβυλωνικά i parlava de la història dels amants Sinonis i Ròdanes. Segons Suides tenia 39 llibres, però Foci, que en fa un epítom força complet, només n'esmenta 16. En va existir una còpia manuscrita quasi perfecta fins a l'any 1671, quan va ser destruïda pel foc.